# Terra de color
S'anomena terra de color a alguns minerals naturals que contenen òxids metàl·lics, principalment òxids de ferro i òxids de manganès, que s'han utilitzat des de la prehistòria com a pigments. Els tipus primaris són l'ocre, la siena i l'ombra. L'ús de terres de colors va tenir un gran impuls en la pintura de l'antic Egipte, on es va emprar el blau egipci, el primer color sintètic fet per l'home, i constitueix una de les bases per fer colors fins a l'arribada de la Revolució Industrial. Altres bases són els pigments d'origen vegetal o animal.
Les terres de colors són terres naturals sense manipulacions o amb manipulacions mínimes com l'assecat per eliminar la humitat o el triturat per desfer els grumolls i obtenir una textura polsosa. No s'han de confondre amb els colors o pigments en pols anomenats "terres", els quals són, juntament amb els aglutinants, un dels ingredients dels colors moderns per a pintar.
Els noms dels colors de la gamma dels grocs i ocres com el siena natural o el siena torrat (coneguts també com a : terra siena natural o terra siena torrada), fan referència a les terres de la Toscana, a l'entorn de la ciutat de Siena que foren usats per obtenir pigments que segons el contingut d'òxids de ferro proporcionaven un o altre color. L'escola senesa de pintura, durant el Trecento va difondre l'ús i popularitat d'aquests pigments i colors.
Les terres de colors més conegudes i emprades en la història de la pintura a més de les sienes són els següents:
- El cinabri, del qual es feia ús per al color roig.
- La malaquita, que proporcionava el color verd.
- L'atzurita, que donava el color blau.
- El realgar, que és un sulfur d'arsènic natural molt verinós, del qual es feia el color taronja.
- El guix, per al color blanc.